# Eppendorf
Eppendorf — германская компания по разработке, производству и оборудования и расходных материалов для лабораторий и оказанию услуги для лабораторий. Зарегистрирована и имеет главный офис в Германии.
Продукция Eppendorf используется в академических и промышленных исследовательских лабораториях, например, в компаниях фармацевтической, биотехнологической, химической и пищевой промышленности. Она также используется в лабораториях, которые проводят клинический анализ или анализ окружающей среды, в лабораториях судебной экспертизы и в промышленных лабораториях, где проводится анализ производственных процессов, продукции и контроль качества. Eppendorf описывает свой бизнес как состоящий из трех подразделений: работа с жидкостями, работа с клетками и работа с пробами.

## Продукция
Компания разрабатывает, производит и продает приборы, расходные материалы для лабораторий и оказывает им услуги.
Линейка продукции для работы с жидкости включает такие продукты, как ручные и электронные микропипетки, автоматизированные системы пипетирования и контроллеры миллилитровых пипеток.
Линейка для работы с клетками включает такие продукты, как ферментеры и биореакторы, а также материалы для культивирования клеток.
Линейка для работы с пробами включает, как центрифуги и сопутствующие принадлежности, оборудование для ПЦР, лабораторные морозильные камеры и пробирки с реактивами.

## История
Eppendorf основана в 1945 году Генрихом Нетелером и Гансом Хинцем в гамбургском районе Эппендорф (нем.) на территории Университетской клиники Эппендорф, первоначально как мастерская для медицинской техники. Доктор Нетелер и доктор Хинц разработали первое ультразвуковое устройство и стимулятор, аппарат, используемый для диагностики и терапевтического лечения повреждений мышц и нервов. Они также изобрели электрический термометр («Thermorapid»), который впервые позволил измерять температуру тела всего за несколько секунд.
В 1954 году компания была переименована в «Netheler & Hinz GmbH». В 2000 году «Eppendorf Gerätebau, Netheler und Hinz GmbH» переименована в Eppendorf AG и стала публичной компанией.
В 1961 году компания запустила производство системы микролитровых пипеток. Это позволило точное измерять и дозировать объёмы жидкостей. Первая микроцентрифуга была продана в 1962 году.
В 1965 году компания перенесла штаб-квартиру на улицу Бархаузенвег в гамбургском районе Хуммельсбюттель (нем.), где с тех пор она и находится.
1 августа 2015 года Томас Бахманн сменил Дирка Элерса на посту президента и главного исполнительного директора группы Eppendorf. Дирк Элерс в 2011 году сменил Клауса Финка, который был председателем правления в течение многих лет, а затем до 2016 года был председателем наблюдательного совета. С 2016 года председателем наблюдательного совета компании является Филипп фон Лопер.
Eppendorf спонсирует награды для исследователей, которые присуждаются через журнал Science.

## Слияния и поглощения
В 2007 году Eppendorf приобрела американскую компанию New Brunswick Scientific Co., со штаб-квартирой в Эдисоне, штат Нью-Джерси.
В январе 2012 года Eppendorf приобрела DASGIP, немецкую компанию среднего размера со штаб-квартирой в Юлихе, которая производила параллельные биореакторные системы.
В ноябре 2016 года Eppendorf приобрела компанию Calibration Technology Ltd со штаб-квартирой в Лимерике (Ирландия), чтобы расширить свое присутствие в Ирландии.